# Pálmajor
Pálmajor é um município da Hungria, situado no condado de Somogy. Tem 6,24 km² de área e sua população em 2019 foi estimada em 349 habitantes.